# Actenodia pulchripennis
Actenodia pulchripennis là một loài bọ cánh cứng trong họ Meloidae. Loài này được Pic mô tả khoa học năm 1910.